# Sićevo
Sićevo (izvirno srbsko Сићево) je naselje v Srbiji, ki upravno spada pod Občino Niška Banja; slednja pa je del Niškega upravnega okraja.

## Demografija
V naselju živi 839 polnoletnih prebivalcev, pri čemer je njihova povprečna starost 45,8 let (44,9 pri moških in 46,8 pri ženskah). Naselje ima 341 gospodinjstev, pri čemer je povprečno število članov na gospodinjstvo 2,94.
To naselje je, glede na rezultate popisa iz leta 2002, večinoma srbsko, a v času zadnjih treh popisov je opazno zmanjšanje števila prebivalcev.
Због природних лепота Сићевачке клисуре у Сићеву је задњих 40 let изграђено једно од највећих викенд насеља у околини Ниша.
|  |

| Demografija | Demografija     | Demografija     |
| Leto        | Št. prebivalcev | Št. prebivalcev |
| ----------- | --------------- | --------------- |
|             |                 |                 |
|             |                 |                 |
|             |                 |                 |
|             |                 |                 |
| 1948        | 1361            |                 |
| 1953        | 1368            |                 |
| 1961        | 1389            |                 |
| 1971        | 1268            |                 |
| 1981        | 1093            |                 |
| 1991        | 1012            | 1006            |
| 2002        | 1012            | 1007            |
|             |                 |                 |

| Etnična sestava po popisu iz leta 2002 | Etnična sestava po popisu iz leta 2002 | Etnična sestava po popisu iz leta 2002 | Etnična sestava po popisu iz leta 2002 | Etnična sestava po popisu iz leta 2002 |
| -------------------------------------- | -------------------------------------- | -------------------------------------- | -------------------------------------- | -------------------------------------- |
| Srbi                                   | Srbi                                   |                                        | 956                                    | 94,93%                                 |
| Romi                                   | Romi                                   |                                        | 47                                     | 4,66%                                  |
| Ukrajinci                              | Ukrajinci                              |                                        | 1                                      | 0,09%                                  |
| Bunjevci                               | Bunjevci                               |                                        | 1                                      | 0,09%                                  |
| Bolgari                                | Bolgari                                |                                        | 1                                      | 0,09%                                  |
| Neznano                                | Neznano                                |                                        | 0                                      | 0,0%                                   |